# Distretto di Akatsi
Il distretto di Akatsi (ufficialmente Akatsi District, in inglese) era un distretto della Regione del Volta del Ghana.
Nel 2012 è stato soppresso, il territorio è stato suddiviso nei distretti di Akatsi Sud (capoluogo: Akatsi) e Akatsi Nord (capoluogo: Ave Dakpa).